# 日本とコートジボワールの関係
日本とコートジボワールの関係（にほんとコートジボワールのかんけい、フランス語: Relations entre la Côte d’Ivoire et le Japon、英語: Japan–Ivory Coast relations） では、日本とコートジボワールの関係について概説する。かつては、日本と象牙海岸の関係あるいは日本と象牙海岸共和国の関係として言及されていた。コートジボワールの要人は機会あるごとに同国の国家建設の模範として日本をあげるなど、同国は親日的な国としても知られる。

## 両国の比較
|               | コートジボワール                          | 日本                             | 両国の差                         |
| ------------- | ----------------------------------------- | -------------------------------- | -------------------------------- |
| 人口          | 2571万6544人（2019年）                    | 1億2626万人（2019年）            | 日本はコートジボワールの約4.9倍  |
| 国土面積      | 32万2436 km²                              | 37万7972 km²                     | 日本はコートジボワールの約1.2倍  |
| 人口密度      | 79 人/km²（2018年）                       | 347 人/km²（2018年）             | 日本はコートジボワールの約4.4倍  |
| 首都          | アビジャン（事実上） ヤムスクロ（法律上） | 東京都                           |                                  |
| 最大都市      | アビジャン                                | 東京都区部                       |                                  |
| 政体          | 大統領制 共和制                           | （民主制）議院内閣制             |                                  |
| 公用語        | フランス語                                | 日本語（事実上）                 |                                  |
| 通貨          | CFAフラン                                 | 日本円                           |                                  |
| 国教          | なし                                      | なし                             |                                  |
| 人間開発指数  | 0.492                                     | 0.919                            |                                  |
| 民主主義指数  | 4.05                                      | 7.99                             |                                  |
| GDP（名目）   | 787億8883万米ドル（2023年）               | 4兆2129億4516万 米ドル（2023年） | 日本はコートジボワールの約5.3倍  |
| 一人当たりGDP | 2,728.8米ドル（2023年）                   | 3万3834.4米ドル（2023年）        | 日本はコートジボワールの約12.4倍 |
| 経済成長率    | 6.5%（2023年）                            | 1.9%（2023年）                   |                                  |
| 軍事費        | 6億724万5700米ドル（2022年）              | 459億9209万米ドル（2022年）      | 日本はコートジボワールの約75.7倍 |
| 地図          |                                           |                                  |                                  |

## 歴史
日本はコートジボワールを独立と同時に承認。1964年2月22日にはアビジャンに在コートジボワール日本国大使館が開設され、1969年9月19日には東京に駐日コートジボワール大使館が開設した。
コートジボワールは初代大統領であるフェリックス・ウフェ＝ボワニのもと年8％の高い経済成長率とクーデターのない政治的安定性から「イボワールの奇跡」（英: Ivorian miracle）と呼ばれる高度経済成長を1960年代から1970年代にかけて達成した。2002年に第一次コートジボワール内戦が勃発するまで「西アフリカの優等生」として西アフリカで指導的役割を担い、また現在でもアフリカ大陸の中では比較的発達した経済を有する。日本は、同国を西アフリカにおける重要国の一つと位置付けており、要人往来も活発である。
その一方で2011年4月にはアビジャンの日本大使公邸が武装集団に襲撃され、邸内のセーフルームに避難した岡村善文大使らがフランス軍に救出される事件が発生した。

## 要人往来

### コートジボワール要人の訪日

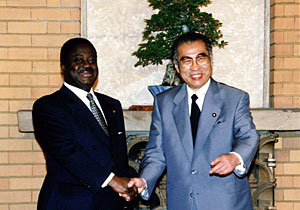
日・コートジボワール首脳会談。1999年6月

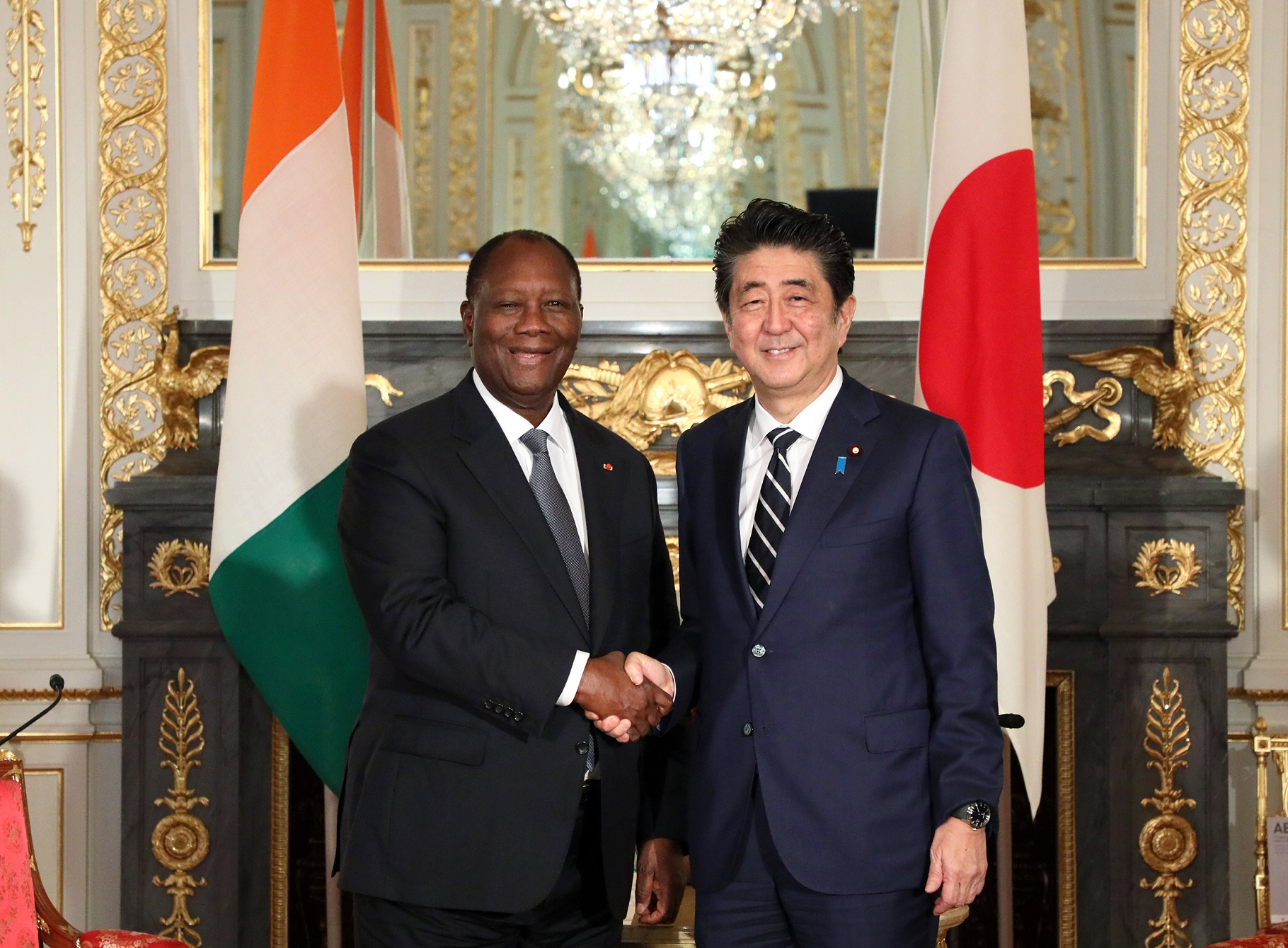
日・コートジボワール首脳会談。2019年10月

1999年6月にはコートジボワール大統領のコナン・ベディエが訪日して総理大臣の小渕恵三と首脳会談を実施。その後はコートジボワールの主要閣僚がアフリカ開発会議などのために訪日を重ね、2013年6月には大統領アラサン・ワタラの訪日と安倍晋三との首脳会談が実現した。
2019年8月には、アフリカ開発会議のためコートジボワール首相のアマドゥ・ゴン・クリバリが訪日し、安倍晋三と両国間の関係深化のため会談を実施。翌年7月にアマドゥ・ゴン・クリバリは逝去するが、その際にも安倍晋三は特別な弔意を送っている。2019年10月には即位礼正殿の儀のため、アラサン・ワタラが再び訪日し、安倍晋三と会談を実施。
そのほか、近年のコートジボワール要人の訪日としては2016年1月にはコートジボワールのパトリック・アシ経済インフラ相が閣僚級招聘で訪日、木村誠二と会談を実施して経済協力について話し合った。

### 日本要人のコートジボワール訪問

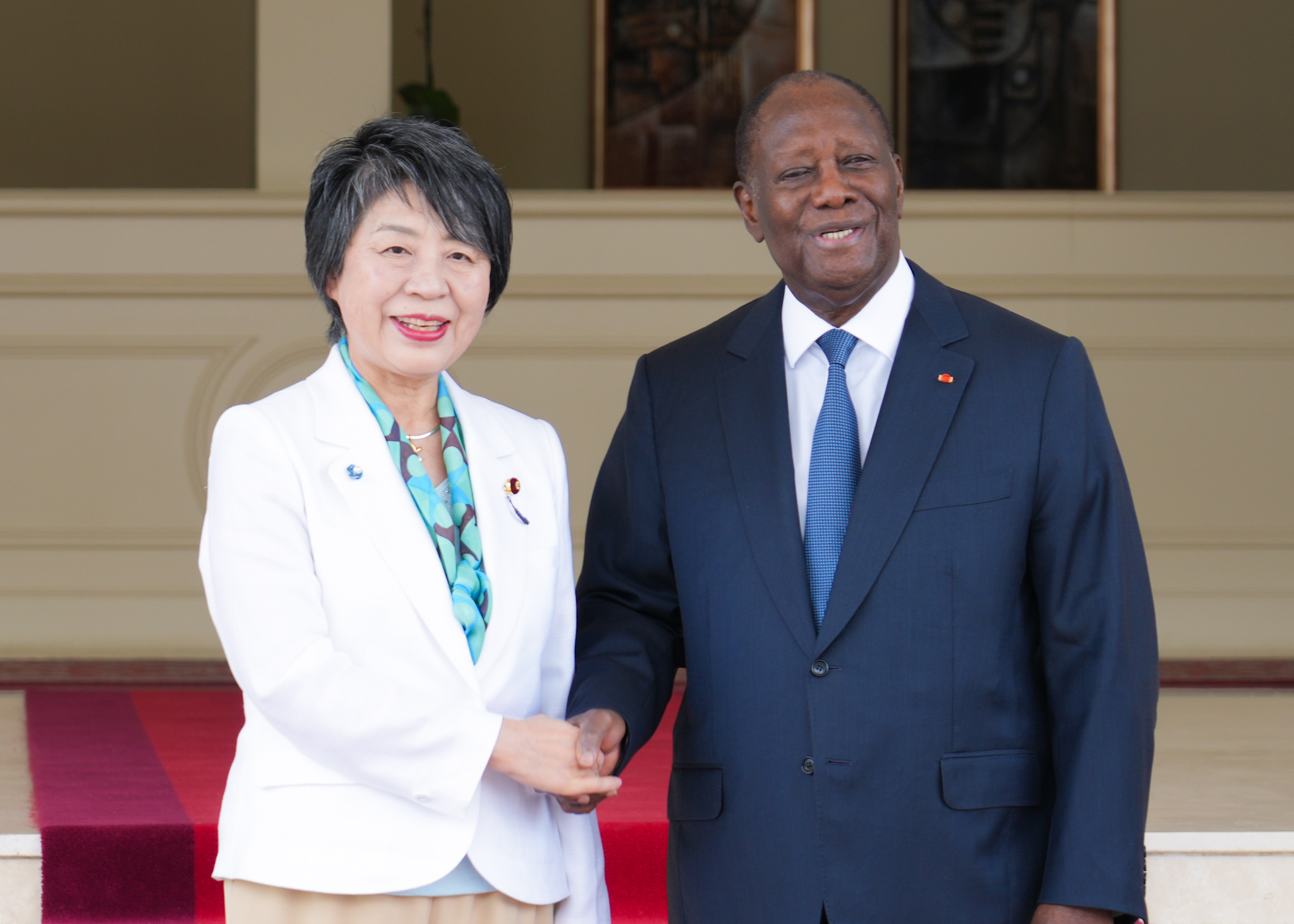
上川陽子によるコートジボワール大統領アラサン・ウワタラの表敬訪問

2014年には、安倍晋三が訪問国の一つとしてコートジボワールを選び、再び首脳会談を実施してブラジルで開催される2014FIFAワールドカップでは両国の健闘を互いに誓ったほか、日本側は日本企業の投資を後押しする一環としてコートジボワールに対し支援を表明。一方、コートジボワールは日本の常任理事国参入へ支持の姿勢を取っている。2016年にも、ナイロビで開催されるアフリカ開発会議のためにケニアを訪問中の安倍晋三は、再びアラサン・ワタラと首脳会談を実施している。
そのほか、近年の日本要人のコートジボワール訪問としては2016年3月に外務副大臣の木原誠二が、2017年11月に外務副大臣の佐藤正久が、2018年5月には内閣総理大臣補佐官の薗浦健太郎が、2024年4月に外務大臣の上川陽子が訪問した。

## 支援

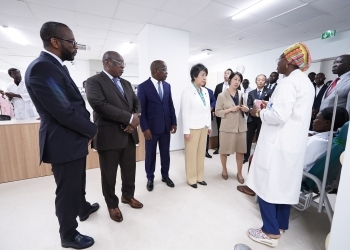
日本の支援により建設・改修されたココディ大学病院

日本はコートジボワールに対し開発援助を実施してきた。西アフリカにおける経済的重要性からインフラ整備に重点が置かれている。
主要な援助案件としては、円借款による「アビジャン三交差点建設計画」、無償資金協力による「日本・コートジボワール友好交差点改善計画」や「大アビジャン圏母子保健サービス改善のためのココディ大学病院整備計画」、技術協力による「大アビジャン圏社会的統合促進のためのコミュニティ強化プロジェクト」などが挙げられる。
民間では、NPO法人「ぎふ・コートジボワール」が2008年から靴などを集めコートジボワールへ贈る活動を続けている。同団体は岐阜県内の学生らが卒業後に使わなくなった体育館シューズや、サッカーシューズなどを集め、2019年までの10回で約7万4300足を送った。これを縁に岐阜市及び関市は、2020年東京オリンピック・パラリンピックの際にコートジボワールのホストタウンとなった。

## 経済
コートジボワールはその経済的重要性から西アフリカにおける日本企業の投資拠点となっており、2016年のナイロビにおける首脳会談以降、投資協定締結に向けて何度も協議が行われてきた。五年間の協議の末、2021年にはアビジャンで「投資の相互促進及び相互保護に関する日本国政府とコートジボワール共和国政府との間の協定」（通称：日・コートジボワール投資協定）の署名が行われ、投資の自由化が実現した。また2019年には、アフリカとのより円滑なビジネス往来と日本企業進出の実現のため、アフリカ全体を包括するビジネス環境改善委員会の設置を安倍晋三が表明したが、その設置先はコートジボワールになるなどビジネス拠点としての重要性は高まりつつある。
2023年の財務省貿易統計によると、コートジボワールから日本への輸出は20.51億円で、日本からコートジボワールへの輸入は114.51億円であり、日本側の黒字である。コートジボワールは日本へココア、カカオ豆、非鉄卑金属、天然ゴム等を輸出するとともに、日本から自動車、一般機械、織物用繊維、ゴム製品等を輸入している。特に、日本にとってコートジボワールは重要なカカオ供給国である。2020年のコートジボワールからの総輸入量は1584トンで、これはガーナ、エクアドル、ベネズエラに次ぐ4位であった。

## 文化交流

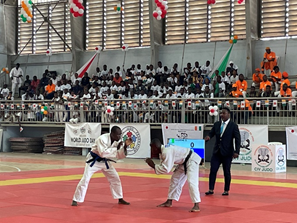
アビジャンで開かれた柔道日本大使杯。2022年10月。

政情悪化以前に実施した文化支援による視聴覚機材等の供与、青年招聘計画等人物交流、現地における柔道大会の開催等を通じ、国家開発の模範として「日本」は位置付けられ、日本文化に対する関心は極めて高い。最近では、2014年の安倍晋三訪問時に柔道「安倍杯」が開催され、2015年には国際交流基金による日本研究セミナーが開催されるなど、スポーツや知的交流などの活動が活性化している。また、日本には二国間の経済・文化・人的交流を促進する「日本・コートジボワール友好協会」が2015年10月に設立された。

## 外交使節
コートジボワールは東京都渋谷区上原2丁目19-12に大使館を置き、アビオン・ラッツ・シルヴェールが臨時代理大使を務める。日本も在コートジボワール日本国大使館を置き、2021年11月17日より一方井克哉が特命全権大使を務めている。コートジボワールは隣国に比べて安定した国家であり、トーゴやニジェールの日本国大使館も在コートジボワール日本国大使館が兼轄する。

### 駐日コートジボワール大使
| 代 | 氏名                             | 在任期間        | 官職名       | 備考                                                        |
| -- | -------------------------------- | --------------- | ------------ | ----------------------------------------------------------- |
| 1  | ピエール・ネルソン・コフィ       | 1969年 - 1991年 | 特命全権大使 | 信任状捧呈は9月24日 初代 駐日外交団長兼駐日アフリカ外交団長 |
| 2  | クムエ・コフィ・モイーズ         | 1991年 - 1994年 | 特命全権大使 | 信任状捧呈は9月3日                                          |
| 3  | バンバ・ユスフ                   | 1994年 - 1996年 | 特命全権大使 | 信任状捧呈は9月14日                                         |
| 4  | アノー・コフィー・パトリス       | 1997年 - 2001年 | 特命全権大使 | 信任状捧呈は4月28日 旭日重光章受章                          |
|    | ヤポ・アチャポ・トマ             | 2001年          | 臨時代理大使 |                                                             |
| 5  | クアシ・イァサント・マルセル     | 2001年 - 2004年 | 特命全権大使 | 信任状捧呈は9月28日                                         |
|    | テューイ・ディベ                 | 2004年          | 臨時代理大使 |                                                             |
| 6  | クアディオ・フリ                 | 2004年 - 2005年 | 特命全権大使 | 信任状捧呈は6月24日                                         |
|    | テューイ・ディベ                 | 2005年          | 臨時代理大使 |                                                             |
| 7  | ボア・リリアン・マリー・ロール   | 2005年 - 2011年 | 特命全権大使 | 信任状捧呈は12月21日                                        |
|    | コフィ・ンゴラン・レイモン       | 2011年          | 臨時代理大使 |                                                             |
| 8  | ジェローム・クロー・ウェヤ       | 2011年 - 2023年 | 特命全権大使 | 信任状捧呈は12月14日                                        |
|    | アビオン・ラッツ・シルヴェール   | 2024年          | 臨時代理大使 |                                                             |
| 9  | イポ・ボリエ・デジレ・ウルフラン | 2024年 -        | 特命全権大使 | 信任状捧呈は10月10日                                        |